# Cedivečkovití
Cedivečkovití (Dictynidae) představují čeleď pavouků.

## Popis
Cedivečkovití pavouci typicky dosahují maximální velikosti těla asi 5 mm. Zbarvení se pohybuje od nevýrazné hnědé až po jasně zelenou barvu (př.: Nigma walckenaeri), zadeček je obvykle porostlý chloupky, které mohou vytvářet určité vzorování. Hlavohruď mívá hruškovitý tvar, hřbetní rýžka (fovea) je jen málo výrazná. Hrudní štít (sternum) má trojúhelníkový tvar. Zadeček je oválný, slabě překrývající hlavohruď. Končetiny jsou zakočeny třemi drápky. Chelicery jsou orientovány vertikálně, u samců některých rodů plní funkci i při rozmnožování, a proto je jejich tvar různě modifikován. Očí je osm, vedlejší oči mají reflexní vrstvu, a proto se perleťově lesknou.

## Ekologie
Jde o celosvětově se vyskytující pavouky, rozšířenější v mírných regionech spíše než v tropických oblastech. Jejich typickou vlastností je tvorba nepravidelných lapacích sítí s kribelovým vlášením: prostřednictvím snovacího políčka neboli kribela produkují jemná vlákénka o průměru pouhých 0,01 až 0,03 µm, která za pomocí hřebínku brv na čtvrtém páru kráčivých končetin – tzv. kalamistra – vyčesávají a spojují s podpůrnými vlákny produkovaných několika typy přídatných žláz. Výsledkem je adhezivní struktura pro lov kořisti, přičemž její přilnavost je zajištěna přímo v důsledku vodíkových vazeb a Van der Waalsových sil. Některé cedivečky kribelum postrádají, typicky se jedná o zástupce žijící u vody, či spojené s vlhkým prostředím (rody Argyroneta, Saltonia, Paratheuma). V některých případech žijí cedivečky v početných neteritoriálních koloniích; příkladem je mexická cedivečka druhu Mallos gregalis.

## Systematika
Následující seznam rodů vychází z World Spider Catalog a je aktuální k 1. březnu 2023.
- Adenodictyna Ono, 2008
- Aebutina Simon, 1892
- Ajmonia Caporiacco, 1934
- Altella Simon, 1884
- Anaxibia Thorell, 1898
- Arangina Lehtinen, 1967
- Archaeodictyna Caporiacco, 1928
- Arctella Holm, 1945
- Argenna Thorell, 1870
- Argennina Gertsch & Mulaik, 1936
- Argyroneta Latreille, 1804
- Atelolathys Simon, 1892
- Banaidja Lehtinen, 1967
- Bannaella Zhang & Li, 2011
- Brigittea Lehtinen, 1967
- Brommella Tullgren, 1948
- Callevophthalmus Simon, 1906
- Chaerea Simon, 1884
- Clitistes Simon, 1902
- Devade Simon, 1884
- Dictyna Sundevall, 1833
- Dictynomorpha Spassky, 1939
- Emblyna Chamberlin, 1948
- Funny Lin & Li, 2022
- Hackmania Lehtinen, 1967
- Helenactyna Benoit, 1977
- Hoplolathys Caporiacco, 1947
- Iviella Lehtinen, 1967
- Kharitonovia Esyunin, Zamani & Tuneva, 2017
- Lathys Simon, 1884
- Mallos O. Pickard-Cambridge, 1902
- Marilynia Lehtinen, 1967
- Mashimo Lehtinen, 1967
- Mexitlia Lehtinen, 1967
- Mizaga Simon, 1898
- Myanmardictyna Wunderlich, 2017
- Nigma Lehtinen, 1967
- Paradictyna Forster, 1970
- Paratheuma Bryant, 1940
- Penangodyna Wunderlich, 1995
- Phantyna Chamberlin, 1948
- Qiyunia Song & Xu, 1989
- Rhion O. Pickard-Cambridge, 1871
- Saltonia Chamberlin & Ivie, 1942
- Scotolathys Simon, 1884
- Shango Lehtinen, 1967
- Sudesna Lehtinen, 1967
- Tahuantina Lehtinen, 1967
- Tandil Mello-Leitão, 1940
- Thallumetus Simon, 1893
- Tivyna Chamberlin, 1948
- Tricholathys Chamberlin & Ivie, 1935
- Viridictyna Forster, 1970

Molekulárně-fylogenetické analýzy nicméně poukazují na fakt, že čeleď je podle všeho polyfyletická, zahrnuje tedy i rody, které náleží k jiným vývojovým liniím (tzv. „waste-basket taxon“). Vnitřní systematika proto není zcela ustálena, podléhá a bude podléhat průběžným taxonomickým revizím. Jedním z těchto problematických rodů je i monotypický rod Argyroneta, jehož jediným žijícím zástupcem je vodouch stříbřitý (A. aquatica) – výjimečný tím, že je schopen žít pod vodou. Verze WSC z března 2023 jej považuje za zástupce čeledi Dictynidae, předchozí systematika jej klasifikovala mezi stínomilovité (Cybaeidae) nebo do samostatné čeledi Argyronetidae. Zařazení vodoucha zůstává dále sporné.
Z hlediska vnější systematiky se cedivečkovití tradičně řadí do početného kladu RTA v rámci pavouků ze skupiny Araneomorphae. Charakteristickým znakem jeho zástupců je přítomnost tzv. retrolaterální tibiální apofýzy, což je výrůstek na vnější straně holeně (tibie) samčích makadel. Podle molekulárně-fylogenetických analýz vykazují cedivečkovití příbuznost s čeleděmi Toxopidae, Hahniidae (příčnatkovití) a Cybaeidae (stínomilovití).